# Boxe aux Jeux méditerranéens de 1971
Navigation
Édition précédente Édition suivante
Les compétitions de boxe anglaise de la 6e édition des Jeux méditerranéens se sont déroulées du 6 au 17 octobre 1971 à Izmir, Turquie.

## Résultats

### Podiums
| Catégories                    | Or                       | Argent               | Bronze                                   |
| Poids mi-mouches (-48 kg)     | Enrique Rodríguez        | Said Ahmed Elashry   | Farouk Ramzi Arif Dogru                  |
| Poids mouches (-51 kg)        | Ali Gharbi               | Mohamed Selim Soheim | Panagiotis Solomos Mohamed Fazza         |
| Poids coqs (-54 kg)           | Mehmet Kunova            | Abdelaziz el-Hammi   | Onesime Domingo Juan Francisco Rodriguez |
| Poids plumes (-57 kg)         | Mohamed Salah Amin       | Mouldi Manai         | Hristos Kakouris Pasqualino Morbidelli   |
| Poids légers (-60 kg)         | Abdel Hady Khallaf Allah | Seyfi Tatar          | Franco Veroli Mohamed Sourour            |
| Poids super-légers (-63,5 kg) | Giambattista Capretti    | Eraslan Doruk        | Fawzi Hassan Jean-Pierre Younsi          |
| Poids welters (-67 kg)        | Celal Sandal             | Alfonso Fernandez    | M.I.Mahran Damiano Lassandro             |
| Poids super-welters (-71 kg)  | Abdelhamid Fovad         | Mohamed Majeri       | Panagiotis Therianos Antonio Castellini  |
| Poids moyens (-75 kg)         | Dragomir Vujkovic        | Giovanni Malandra    | Athanasios Giannopoulos Hikmet Ozen      |
| Poids mi-lourds (-81 kg)      | Mahmoud Aly Ahmed        | Radoslav Zunjanin    | Onelio Grando Jose Vasquez Galvez        |
| Poids lourds (+81 kg)         | Gulali Ozbey             | Nenad Matejic        | Ibrahim el-Dahsan Amadeo Laureti         |

### Tableau des médailles
| Place | Pays              | Médaille d'or | Médaille d'argent | Médaille de bronze | Total |
| ----- | ----------------- | ------------- | ----------------- | ------------------ | ----- |
| 1     | Égypte            | 4             | 2                 | 3                  | 9     |
| 2     | Turquie           | 3             | 2                 | 2                  | 7     |
| 3     | Tunisie           | 1             | 3                 | 0                  | 4     |
| 4     | Yougoslavie       | 1             | 2                 | 0                  | 3     |
| 4     | Italie            | 1             | 1                 | 6                  | 8     |
| 6     | Espagne           | 1             | 1                 | 2                  | 4     |
| 7     | Grèce             | 0             | 0                 | 4                  | 4     |
| 8     | France            | 0             | 0                 | 2                  | 2     |
| 8     | Maroc             | 0             | 0                 | 2                  | 2     |
| 10    | Syrie             | 0             | 0                 | 1                  | 1     |
| Total | 10 pays médaillés | 11            | 11                | 22                 | 44    |